# Steffen Hagen
Steffen Hagen est un footballeur norvégien, né le 8 mars 1986 à Kristiansand. Il évolue au poste de défenseur central. 
Il est le frère de Krister Hagen, coureur cycliste.